# Journées mondiales de la jeunesse 2000
Les Journées mondiales de la jeunesse 2000 sont un rassemblement de jeunes catholiques du monde entier qui s'est déroulé à Rome en Italie du 15 au 20 août 2000.

## Préparation

### Thème
Le thème choisi par le pape Jean-Paul II pour ces journées est tiré du premier chapitre de l'Évangile de Jean, verset 14 : « Le verbe s'est fait chair et il a habité parmi nous ».

### Hymne
L'hymne « L'Emmanuel », chanté en italien, espagnol, anglais et français, est composé par Marco Mammoli, Marco Brusati, Mauro Labellarte et Massimo Versaci,.

## Déroulement
La semaine se termine par une veillée de prière le samedi 19 août et une messe le dimanche 20 août sur le campus de la future université Tor Vergata, ces deux évènements rassemblant environ deux millions de personnes.

### Délégations
157 pays sont représentés à ces journées mondiales.
La délégation française est assez importante (70 000 personnes), conséquence logique de l'engouement pour les Journées mondiales de la jeunesse 1997 à Paris.